# Todavía (álbum)
Todavía es el cuarto álbum recopilatorio en directo de Ismael Serrano, grabado en Tigre, Argentina. El disco sigue el canon de la trova, de guitarra y voz, y complementó la gira de 20 aniversario del disco anterior Hoy es siempre.

## Lista de canciones
Letra y música de todas las canciones compuestas por Ismael Serrano excepto donde se indica.

| N.º | Título                | Letras                 | Música      | Duración |  |
| 1.  | «Semana»              | Rodolfo Serrano        |             | 2:25     |  |
| 2.  | «Al bando vencido»    |                        |             | 3:55     |  |
| 3.  | «Sin ti a mi lado»    |                        |             | 3:26     |  |
| 4.  | «Podría ser»          |                        |             | 4:09     |  |
| 5.  | «Duermes»             |                        |             | 4:31     |  |
| 6.  | «Palabras para Julia» | José Agustín Goytisolo | Paco Ibáñez | 3:36     |  |
| 7.  | «Te odio»             |                        |             | 4:31     |  |
| 8.  | «Tantas cosas»        |                        |             | 4:00     |  |
| 9.  | «Crucé un océano»     |                        |             | 2:57     |  |
| 10. | «Mi problema»         | Rodolfo Serrano        |             | 5:04     |  |
| 11. | «Amo tanto la vida»   |                        |             | 4:33     |  |
| 12. | «Ahora»               | Daniel Serrano         |             | 4:40     |  |
| 13. | «Testamento vital»    |                        |             | 3:54     |  |